# Рункевич, Стефан Григорьевич
Степа́н Григо́рьевич Рунке́вич (11 января 1867, село Корытное, Бобруйский уезд, Минская губерния — 12 марта 1924, Ленинград) — русский церковный писатель-историк, обер-секретарь Святейшего правительствующего синода, приват-доцент Санкт-Петербургского университета.

## Биография
Родился в семье священника. Окончил Минское духовное училище (1881), Минскую духовную семинарию (1887) и Санкт-Петербургскую духовную академию со степенью кандидата богословия (1891). В бытность студентом участвовал в деятельности «студентов-проповедников» и вёл народные религиозно-нравственные чтения в церквях, общественных и частных залах, ночлежных домах.
Член Общества распространения религиозно-нравственного просвещения в духе Православной Церкви (1888), коллежский секретарь, причислен сверх штата к канцелярии обер-прокурора, работал в архиве Синода по разбору униатских дел (1891).
Магистр богословия, титулярный советник (1894), младший секретарь в делопроизводстве церковного суда, основатель издательства «Народная академия» (1895), лауреат Макариевской (1896) и Уваровской (1902) премий, коллежский асессор (1898), обер-секретарь Синода (1900—1911), приват-доцент по кафедре церковной истории Санкт-Петербургского университета (1901—1907), надворный советник, доктор церковной истории, член Общества ревнителей истории (1901), Комиссии по описанию архива Александро-Невской лавры (1902) и Учебного комитета при Синоде (1906—1912), коллежский советник, делопроизводитель III отдела Предсоборного присутствия, редактор отдела «Хроники церковно-общественной жизни» в журнале «Церковный голос» (1906), статский советник (1909), председатель синодальной комиссии по церковной истории (1910), помощник управляющего канцелярией Синода (1911—1917), действительный статский советник, член-делопроизводитель Предсоборного совещания (1912), член Медицинского совета МВД (1913), Союза российских архивных деятелей и Междуведомственной комиссии для рассмотрения Устава о расторжении браков, помощник управляющего Контролем при Синоде (1916). Холост.
Делал крупные пожертвования деньгами и книгами в благотворительные организации, автор около 300 статей в Православной богословской энциклопедии и «Русском биографическом словаре».
В 1917 году работал в II, III, V и VIII отделах Предсоборного совета, член Поместного Собора Православной Российской Церкви, председатель XXII, член II, V, VII, XII, XVI, XVIII, XIX, XX отделов и Хозяйственно-распорядительного совещания при Соборном Совете.
С 1918 года член Делегации высшего церковного управления. В 1919 году профессор Московской духовной академии.
В 1920—1922 годах специалист производственного отдела Главного управления по делам кустарной и мелкой промышленности и промысловой кооперации при Высшем совете народного хозяйства и Народном комиссариате земледелия РСФСР, инструктор Лесопромышленного отдела и член Культкомиссии Центросоюза, одновременно научный сотрудник Главархива, способствовал сохранению архивов Синода и Собора.
В 1923 г. переехал из Москвы в Петроград.

## Награды
Награждён орденами св. Станислава III и II (1901) степени, св. Анны III степени (1897), св. Владимира IV (1904) и III (1914) степени.

### Авторские работы
- Кирилло-Мефодиевское братство при Иоанно-Богословской церкви Минской ДС // Минские ЕВ. 1886. № 18.
- Преподобные отцы Сергий и Герман, Валаамские чудотворцы, основатели Валаамской обители. СПб., 1890.
- Речь при погребении профессора М. О. Кояловича // Церковные ведомости. 1891. № 35.
- Студенты-проповедники // Там же. 1892. № 1.
- Памяти преосвященного Виктора Садковского. Мн., 1892.
- История Минской архиепископии (1793—1832): С подробным описанием хода воссоединения западно-русских униатов с Православной Церковью в 1794—1796 гг.: Исслед. Стефана Рункевича. — СПб.: Тип. Катанского, 1893. -XVI, 572, XXXVII с.
- Краткий исторический очерк столетия Минской епархии (1793-13 апр. 1893). — Минск: Типо-лит. Соломонова, 1893. — IV, 127с.
- Епархиальное управление православными монастырями и церквами нынешней Литовской епархии до учреждения православной литовской кафедры. — Вильно: Губ. тип.. 1894. — 16 с. — Из: Литов. епарх. ведомости.
- Из церковно-общественной жизни второй четверти нашего столетия. — СПб.: Печатня Яковлева, 1896. — 38 с.
- Речь во время отпевания профессора И. Ф. Нильского. СПб., 1894.
- Протоиерей Трофим Егорович Куцинский, первый из духовных кавалер Георгиевской ленты // Исторический вестник. 1894. № 7.
- Когда настанет конец века, с каких пор начались новогодние визиты и откуда ведет начало обычай встречать новый год в церкви // Новое время. 1894. № 6409.
- Служебный путь преосвященного Виктора Садковского, первого Минского архиепископа. Мн., 1895.
- Современные проповедники: (Крит, очерки). — СПб.: Тип. Гл. упр. уделов, 1896. — 14 с. — Извлеч. из: Церков. вестник. — 1896.-№ 2-3.
- Религиозные мотивы в сочинениях А. С. Пушкина. — СПб.: Тип. Лопухина, 1899. — 29 с. — Извлеч. из: Христиан, чтение. — 1899. — Вып. 5.
- Богоявленская вода // Душеполезное чтение. 1899. № 1.
- История Русской Церкви под управлением Святейшего Синода. — СПб.: Тип. Лопухина, 1900.
  - Том 1: Учреждение и первоначальное устройство Святейшего правительствующего Синода (1721—1725). — 1900. — 429, II с.
- Новая жизнь / С. Г. Р. — М.: Унив. тип., 1900. — 15с.- Авт. установлен по изд: Словарь псевдонимов рус. писателей / И. Ф. Масанов. — М., 1958. — Т. 3. — С. 52.
- Приходская благотворительность в Петербурге: Ист. очерки С. Г. Рункевича.-СПб.: Тип. Гл. упр. уделов, 1900.-VII, 313с., 2 л. табл.
- Московские городские попечительства о бедных в Москве в 1898 г. СПб., 1900.
- История Русской Церкви под управлением Святейшего Синода. Т. 1. СПб., 1900.
- Истинное поклонение кресту // Душеполезное чтение. 1900. Ч. 1.
- Pro domo sua // Христианское чтение. 1900. Ч. 1. С. 868—887.
- Святейший Кир Адриан; Академическая паломническая поездка ко святым местам Востока // Церковные ведомости. Приб. 1900. № 42; 1902. № 22.
- Русская Церковь в XIX веке: Ист. наброски С. Г. Рункевича. — СПб.: Тип. Лопухина, 1901. — 232 с., 12 л. ил.: ил. — Извлеч. из: История Христианской Церкви XIX в.: Прил. к духовн. журн. «Странник», 1901.
- К вопросу об учреждении Святейшего Синода // Странник. 1903. № 4.
- Приличие пера; К биографии Патриарха Адриана // Странник. 1905. № 3, 5.
- Об условиях деятельности христианина по наставлениям святого Василия Великого: Речь в общем собрании С.-Петербургского братства Пресвятыя Богородицы доктора церковной истории С. Г. Рункевича. — СПб.: Синод, тип., 1905. — 19 с.
- О добродетелях и подвигах по творениям святого Василия Великого. — СПб.: Тип. Фроловой, 1906. — 166 с.
- Архиереи петровской эпохи в их переписке с Петром Великим. — СПб.: Тип. Монтвида. 1906.

Вып. 1.- 1906. — IV, 194с. — Из: Странник. — 1904. — Окт. — дек; 1905. — Янв. — дек.
Вып. 2. — [19-]. — 144 с. — Экз. деф.: текст обрывается на с. 144.
- Протоиерей Н. Ф. Раевский // Русская старина. 1906. Т. 126.
- Приходское вспоможение; Просветительная деятельность прихода; Начало нового периода истории Русской Церкви; Приходские средства // Церковный голос. 1906. № 7, 10-12.
- Кому принадлежит право избрания имени младенцу; А. А. Завьялов (некролог); Новый храм; Издания Александро-Невского общества по предметам трезвости; Об ознакомлении воспитанников духовно-учебных заведений с гибельными последствиями алкоголизма; О преподавании в семинариях; Н. Ф. Марков (некролог); Газетное недоразумение о Духовном регламенте; О составе Святейшего Синода // Церковные ведомости. Приб. 1906. № 35; 1907. № 7; 1908. № 46, 51; 1909. № 1-4, 26; 1910. № 3, 12, 16; 1911. № 21; 1914. № 20, 25.
- Царь-миротворец Александр III. Орёл, 1907.
- Митрополит Филарет и его время / С. Р. — М.: Тип. Штаба Моск. воен. окр., 1908. — 21с., 1л. портр. — Авт. установлен по изд.: Словарь псевдонимов рус. писателей / И. Ф. Масанов. — М., 1958.-Т. 3. -С. 61.
- Разъяснительные сепаратные определения Святейшего Синода по предметам церковного суда // Церковные ведомости. 1909. № 4-11, 15.
- Двухсотлетний юбилей Невского проспекта // Новое время. 1912. № 1341.
- Святой благоверный великий князь Александр Невский и его государственная деятельность на пользу родной земли. СПб., 1913.
- Александро-Невская Лавра, 1713—1913: Ист. исслед. д-ра церков. истории С. Г. Рункевича. — СПб.: Синод, тип., 1913. — 1131 с. разд. пат.: ил.
- Новый опыт оживления приходской самодеятельности: Сообщение доктора церковной истории С. Г. Рункевича. — СПб.: Синод, тип., 1914. — 19 с. — Отт. из: Церков. ведомости. — 1914.
- Приходская благотворительность в Петербурге: К вопросу о приходе: Из лекции в Гатчинском благотворительном обществе доктора церковной истории С. Г. Рункевича. — СПб.: Синод, тип., 1914. — 19с. — Отт. из: Приход, чтение. — 1914.
- Газетное недоразумение о Духовном регламенте; О составе Святейшего Синода; На защиту Родины! // Церковные ведомости. 1914. № 18/19, 25, 30-31.
- Святой священномученик Игнатий Богоносец и его творения. — СПб.: Синод, тип.. 1914. — 44 с.
- Святой великий князь Владимир равноапостольный и сущность исторического его значения: Речь в торжественном собрании Общества ревнителей истории 28 марта 1915 г., посвященного девятисотлетию со дня кончины св. кн. Владимира 15 июля 1015 г. доктора церковной истории С. Г. Рункевича. — 3-е изд. — Пг.: Синод, тип., 1915. — 31 с.
- Великая Отечественная война и церковная жизнь: Ист. очерки д-ра церков. истории С. Г. Рункевича. — Пг.: Ценз. 1916.

Кн. 1: Распоряжения и действия Святейшего Синода в 1914—1915 гг. — Пг.: Ценз. 1916. — 356с.
- Святой благоверный великий князь Александр Невский и его государственная деятельность на пользу родной земли: Из речи в собрании, посвященном торжественному воспоминанию 650-летия дня кончины св. Александра Невского в Обществе ревнителей истории 13 нояб. 1913 г. и в Александре-Невской Лавре 24 нояб. 1913 г. доктора церковной истории С.Г, Рункевича. — СПб.: Синод, тип., 1913. — 27 с.: ил.
- На память о почившем Михаиле Григорьевиче Рункевиче, 21 авг. 1916 г. — Пг.: Синод, тип., 1916. — 10 с., 1 л. портр.
- На Новый год // Вестник Императорского общества ревнителей истории. 1916. Вып. 3.
- Священный Собор Православной Российской Церкви в Москве 1917—1918 гг. // Православный календарь на 1919 г. (ЖМП. 1993. № 9).
- Устройство управления в Православной Российской Церкви // Там же.
- The Russian Church in years 1915—1918 // The Anglican and Eastern Churches. A Historical Record (1914—1921). London, 1921.
- О кодификации церковных законов // Церковь и время. 2005. № 2.
- Речь; О стене и лицах благополучных // Записки петербургских Религиозно-философских собраний (1901—1903 гг.). М., 2005. С. 389—392, 418—423.

### Составительство, редактирование
- Материалы для истории Минской епархии / Собр. и объясн… — Минск: Типо-лит. Соломонова, [1892].
  -  1: Письма к разным лицам преосвященного Виктора Садковс-кого, первого минского архиепископа (I-CL). — [1892]. — [2], 201, XVI с. — Извлеч. из: Мин. епарх. ведомости. — 1891. — № 23, 24; 1892.-Т. 1-12, 15-24.
  -    2: К истории Минского кафедрального собора. — [1893]. — 12 с. — Из: Мин. епарх. ведомости. — 1893. — № 21.
  -  3: К истории монастырей Минской епархии. — Вып. 1: Описание монастырских земельных владений и угодий, составленное в 1800 году. — [18941. — 25 с. — Из: Мин. епарх. ведомости — 1894.-№ 2-5.
  - 4: К истории монастырей Минской епархии. — Вып. 2: Историческое описание монастырей, составленное в 1800 г. _[1894]. 27 с. — Извлеч из: Мин. епарх. ведомости. — 1894. — № 7-11.
- Описание документов западнорусских униатских митрополитов. — СПб.: Синод, тип., 1897—1907.
  -   Т. 1: 1470—1700. — 1897. — VIII, 502 с., IV л. ил
  - Т. 2: 1701—1839. — 1907. -VIII, 1631 с.